# シナーキズム

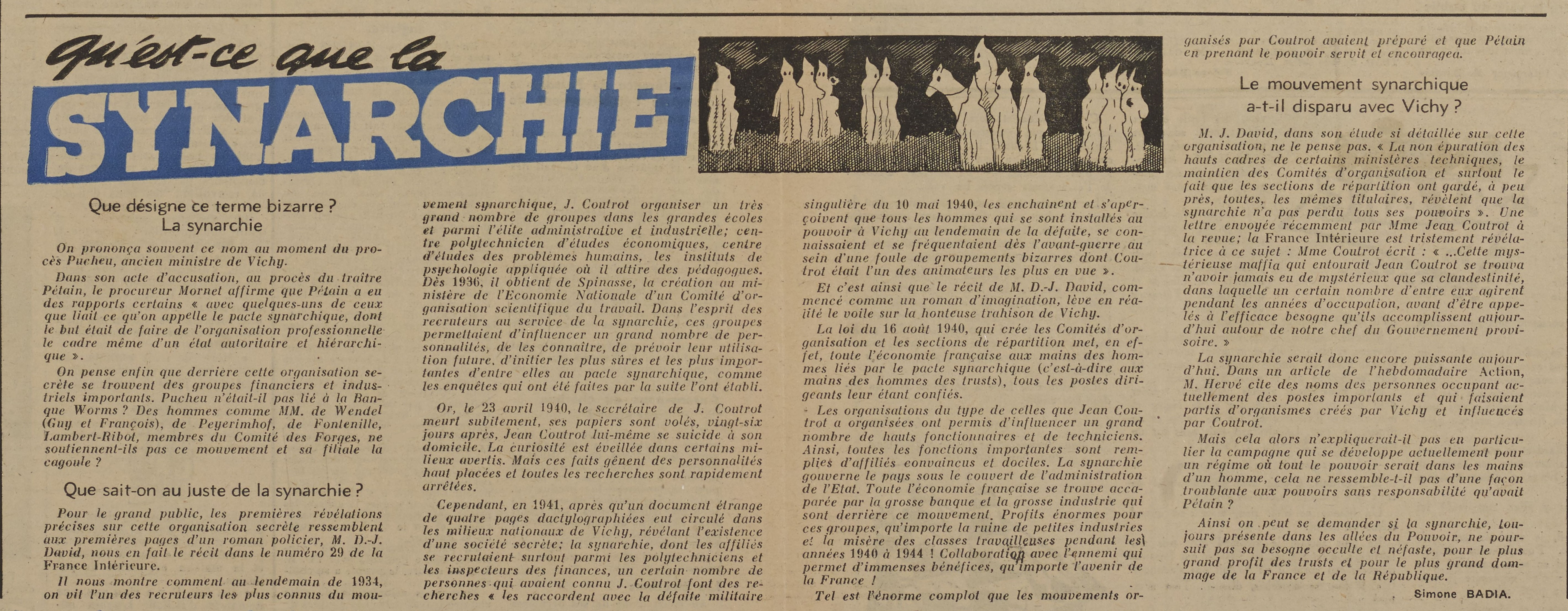
Femmes Francaises.jpg

シナーキズム (Synarchism) は一般的に「共同統治」または「調和的統治」を意味する。 この一般的な定義に加えて、シナーキズムとシナーキー (Synarchy) は、ヴィシー・フランス、イタリア、中国、香港において、秘密エリートによる支配を指す言葉として用いられてきた。一方で、メキシコにおいては親カトリックの神権政治運動を指す言葉としても用いられてきた。

## 起源
シナ―キーという用語が記録上最初に用いられたのは、イギリスの聖職者であるトーマス・スタックハウス（1677–1752年）によるものとされている。彼は1737年に二つ折り判2巻で出版された『世界の始まりからキリスト教の確立までの聖書の新しい歴史』の中でこの言葉を使用した。 その起源に関する記述は、ウェブスター辞典（1828年にノア・ウェブスターによって出版された『アメリカ英語辞典』）に記載されている。 ウェブスター辞典におけるシナ―キーの定義は、「共同統治または共同主権」のみに限定されている。 この単語はギリシャ語の語幹に由来し、「syn」は「共に」または「一緒に」を意味し、そして「archy」は「支配」を意味する。
シナ―キーという言葉の最も重要な初期の使用例は、アレクサンドル・サン＝ティーヴ・ダルヴェードル（1842–1909）の著作に由来する。彼は著書『真のフランス』の中で、自身が理想的な政府形態であると信じるものを記述するためにこの用語を用いた。無政府主義イデオロギーと運動の出現に反応して、サン＝ティーヴは、自身が調和のとれた社会につながると信じる政治的公式を考案した。 彼は社会的分化と階層を擁護し、社会階級間の協力を通じて社会・経済的集団間の対立を克服すると考えた。それは、アナーキーとは対照的なシナーキーである。 具体的には、サン＝ティーヴは、コーポラティズム政府を備えた連邦ヨーロッパ（およびそれに組み込まれたすべての国家）を思い描いた。その政府は、学術、司法、そして商業のための3つの評議会から構成される。

## 秘密エリートによる支配
シナーキーという言葉は、フランス語話者やスペイン語話者の間で、特に、影の政府、あるいはディープステートを指すために用いられる。これは、事実上政治権力が秘密エリートによって握られている政府形態のことである。これは、エリートが公に知られているか、あるいは公になる可能性のある寡頭制とは対照的である。

### シナーキー条約
シナーキー条約 (Pacte Synarchique) は、ヴィシー・フランスの降伏が、フランスの産業界と銀行界の利権団体による共産主義と戦うためにフランスをヒトラーに引き渡す陰謀の結果であったとする歴史的な理論である。 その条約の原本は、グルーペX-クリーゼの元メンバーであるジャン・クーチュローが1941年に死亡した後、発見されたとされている。 この文書によると、帝国シナーキー運動 (Mouvement Synarchique d'Empire)は、議会政治を廃止し、シナルキーに取って代わることを目的として1922年に設立された。 ヴィシー政府の調査では、帝国シナーキー運動の存在を示す証拠は見つからなかった。 推定されたシナーキストのほとんどは、ヴォルムス銀行またはグルーペX-クリーゼと関係があるか、ヴィシー首相（1941年–1942年）であるフランソワ・ダルラン提督と親しかった。 ほとんどの歴史家は、その条約は、ダルランとそのヴィシー政府のテクノクラートを弱体化させるために、ナチス・ドイツと協力した一部のフランス人協力者によって作成されたでっち上げであったことに同意している。

### リンドン・ラルーシュ
ラルーシュ運動の指導者であるリンドン・ラルーシュは、広範囲にわたる歴史的現象について述べた。その記述は、サン＝ティーヴ・ダルヴェードルとマルティニスト会に始まり、その後、ナチス・ドイツを含む、シナーキストであったとされている重要な個人、組織、運動、体制へと続いた。彼は、世界恐慌の間に、金融機関、原材料カルテル、諜報工作員からなる国際的な連合が、世界秩序を維持し、国際債務の否認を防ぐために、ヨーロッパ全土にファシスト政権を樹立した（そしてメキシコでもそうしようとした）と主張した。ラルーシュは、元アメリカ合衆国副大統領であり、元アメリカ新世紀プロジェクトメンバーであるディック・チェイニーを現代の「シナーキスト」であると特定し、「シナーキスト」は「国家の正規軍を、私的に資金提供された国際武装SSのような計画の足跡をたどる民間軍事会社によって置き換える計画、すなわち、チェイニーのハリバートン一味に対する米国財務省による数十億ドル規模の資金提供のような、主要な金融機関によって展開される軍隊」を持っていると主張した。

## 他の用法

### 清
ハーバード大学の歴史家であり中国研究者であるジョン・キング・フェアバンクは、1953年の著書『中国沿岸の貿易と外交：条約港の開放、1842–1854年』およびその後の著作で、「協治（シナーキー）」という言葉を用いて、清朝中国における政府のメカニズムを説明した。 フェアバンクの言う協治とは、既存の満州族と漢民族のエリートを取り込み、外国勢力を体制に引き入れ、清朝の支配に利害関係を与える儀式と貢納の仕組みを通じて彼らを正当化する、共同統治の一形態である。 彼は、満州族出身のために外部の支配者と見なされていた清朝は、中国に強力な政治基盤を持っていなかったため、必要に迫られてこの戦略を発展させたと考えていた。

### 香港
この用語はまた、一部の政治学者によって、イギリス領香港（1842年～1997年）を説明するために用いられる。 アンブローズ・キングは、1975年の論文「香港における政治の行政的吸収」の中で、植民地時代の香港の行政を「エリート合意型政府」と述べた。 その中で彼は、香港の行政機構の正当性に異議を唱える可能性のあるエリートまたは勢力のいかなる連合も、既存の体制によって取り込まれると主張した。それは、主要な政治活動家、経済界の人物、その他のエリートを監視委員会に任命すること、彼らに英国の勲章を授与すること、そして彼らを香港の競馬クラブのようなエリート機関に迎え入れることなどによって行われる。 彼はこれを、フェアバンクがその用語を用いた意味を敷衍して、シナーキーと呼んだ。

### メキシコのシナーキズム
シナーキーは、1930年代にメキシコで起こった政治運動のイデオロギーの名前でもある。 メキシコにおいて、それは歴史的にローマ・カトリックの極右運動であり、ある意味でファシズムに類似し、1929年から2000年までメキシコを統治した革命政府（PNR、PRM、PRI）のポピュリズム的かつ世俗主義的な政策に激しく対立した。
国家シナーキズム同盟（Unión Nacional Sinarquista、UNS）は、1937年5月、ホセ・アントニオ・ウルキサ（1938年4月暗殺）とサルバドール・アバスカルに率いられたカトリック政治活動家グループによって、クリステロ運動の再興として設立された。1946年、失脚した指導者マヌエル・トーレス・ブエノに忠誠を誓う運動の一派は、人民勢力党（Partido Fuerza Popular）として再結集した。 シナーキズムは1970年代に政治運動として復活し、メキシコ民主党（PDM）を通じて勢いを盛り返した。同党の候補者であるイグナシオ・ゴンサレス・ゴジャスは、1982年の大統領選挙で1.8パーセントの票を獲得した。 1988年にはグメルシンド・マガニャが同様の割合の票を得たが、その後、党は分裂し、1992年には政党としての登録を抹消された。 1996年に解散した。
現在、二つの組織が存在する。両方ともが自らを国家シナーキズム同盟と名乗っており、一方はフランコ主義的政策に同調し、もう一方はプリモ・デ・リベラの国家サンディカリスムに追随している。サルバドール・アバスカルの息子であるカルロス・アバスカルは、ビセンテ・フォックスの大統領在任中にメキシコの内務大臣であった。 多くのシナーキストは現在、元大統領であるビセンテ・フォックス（2000年～2006年）とフェリペ・カルデロン（2006年～2012年）の国民行動党（PAN）で活動している。

## 参照
1. ↑  Parekh, Rupal (2008). WPP'S 'Synarchy' Name Choice Sparks Sneers 2009年1月8日閲覧。.
2. ↑  Saint-Yves d'Alveydre, La France vraie (Paris: Calmann Lévy, 1887).
3. ↑  André Nataf, The Wordsworth Dictionary of the Occult (Wordsworth Editions Ltd; 1994).
4. ↑  Patton, Guy; Mackness, Robin (2000). Web of Gold: The Secret History of Sacred Treasures. Sidgwick & Jackson. ISBN 0-283-06344-0
5. ↑  Henry Chavin, Rapport confidentiel sur la société secrète polytechnicienne dite Mouvement synarchique d'Empire (MSE) ou Convention synarchique révolutionnaire, 1941.
6. ↑  Olivier Dard, La synarchie, le mythe du complot permanent, Paris, Perrin, 1998
7. ↑  LaRouche, Lyndon (2003). Reviving the Sense of Mission For American Citizens Today 2008年4月6日閲覧。.
8. ↑  Steinberg, Jeffrey (2003). Synarchism: The Fascist Roots Of the Wolfowitz Cabal 2008年4月6日閲覧。.
9. ↑  LaRouche, Lyndon H. Jr. (2008). The Empire Versus the Nations: Synarchism, Sport & Iran.  オリジナルのMarch 24, 2008時点におけるアーカイブ。 2008年4月6日閲覧。.
10. ↑  John King Fairbank, Trade and Diplomacy on the China Coast:  The Opening of the Treaty Ports, 1842-1854, (Harvard University Press, 1953), 462–468
11. ↑  "Synarchy under the Treaties", Chinese Thought and Institutions, John K. Fairbank, ed. (University of Chicago Press, 1957), 204–231.
12. ↑  Review of Trade and Diplomacy on the China Coast
13. ↑  Lucas, Jeffrey Kent (2010). The Rightward Drift of Mexico's Former Revolutionaries: The Case of Antonio Díaz Soto y Gama. Lewiston, NY: Edwin Mellen Press. pp. 207–212. ISBN 978-0-7734-3665-7
14. ↑  https://tikhanovlibrary.com/with-the-uns-in-cdmx/
15. ↑  A. Riding, Mexico: Inside the Volcano, Coronet Books, 1989, p. 113
16. ↑  (スペイン語) National Synarchist Union (Website of the right-wing UNS)

## 関連文献
- Richard F. Kuisel (Spring 1970). "The Legend of the Vichy Synarchy." French Historical Studies, vol. 6, no. 3. pp. 365–398. doi:10.2307/286065doi:10.2307/286065.
- (フランス語) Olivier Dard (2012). La synarchie ou le mythe du complot permanent. Paris: Perrin. ISBN 978-2262010997.